# Lumpera
Lumpera ist eine Wüstung auf dem Gemeindegebiet des Marktes Steinwiesen im Landkreis Kronach (Oberfranken, Bayern).

## Geographie
Die Einöde lag auf einer Höhe von 544 m ü. NHN am Rande eines Höhenrückens, der gegen Süden in den Zaunschlitzgrund abfällt. Diese Gegend war bewaldet, ansonsten war der Ort von Ackerland umgeben. Neufang liegt 2 Kilometer nördlich von Lumpera.

## Geschichte
Der Ort wurde in der ersten Hälfte des 19. Jahrhunderts auf dem Gemeindegebiet von Neufang gegründet.

### Einwohnerentwicklung
| Jahr      | 001861 | 001871 | 001885 | 001900 |
| Einwohner | 16     | 5      | 4      | 2      |
| Häuser    |        |        | 1      | 1      |
| Quelle    | [ 4 ]  | [ 5 ]  | [ 6 ]  | [ 7 ]  |

## Religion
Der Ort war ursprünglich katholisch und ist bis heute nach St. Laurentius (Neufang) gepfarrt.

## Weblink
- Lumpera in der Ortsdatenbank des bavarikon, abgerufen am 20. August 2021.